# علیرضا نوری
علیرضا نوری (۸ فروردین ۱۳۴۲ – ۸ آبان ۱۳۸۱) نماینده اصلاح طلب مردم تهران در مجلس ششم، عضو جبهه مشارکت و پزشک جراح بود.

## زندگی
علیرضا نوری در هشت فروردین ۱۳۴۲ در اصفهان متولد شد. وی فرزند هفتم خانواده بود. علیرضا در اصفهان پس از اخذ دیپلم ریاضی در کنکور شرکت کرد و در پزشکی دانشگاه اصفهان پذیرفته شد. او در جنگ ایران و عراق در عملیات‌ها، همراه با سه برادر دیگرش، شرکت کرد. عبدالله نوری به سمت نمایندگی خمینی در جهادسازندگی افزون بر نمایندگی مجلس شورای اسلامی و ریاست کمیسیون برنامه و بودجه پارلمان معمولاً در زمان عملیات در جبهه جنگ حضور داشت، حسین نوری فرمانده گردان جهاد از ۹۶ ماه جنگ ۸۵ ماه را در جبهه گذراند و مهدی نوری در کنار علیرضا نوری در جنگ حضور داشتند تا اینکه مهدی نوری در عملیات کربلای ۳ کشته شد.
علیرضا نوری در جنگ آر پی جی زن شده بود پس از جنگ قدرت شنوایی‌اش کاهش یافت. دوره درس او از سال ۱۳۶۰ شروع شد و تا سال ۱۳۶۷ ادامه یافت. دوره تخصصی جراحی را آموزش دید و نفر اول بورد تخصصی ایران شد و سپس دوره فوق تخصص عروق را ادامه داد.
سازمان نظام پزشکی به مدت پنج سال در تیر ماه ۱۳۶۵ منحل شد. با مسکوت ماندن فعالیت نظام پزشکی، با پی‌گیری‌های ایرج فاضل و علیرضا نوری در سال ۱۳۷۱ هفتمین دوره انتخابات برگزار گردید. علیرضا نوری در انتخابات سازمان نظام پزشکی نفر اول شد.
علیرضا نوری به هنگام مرگ عضو هیئت علمی و استاد دانشگاه بهشتی تهران بود، همان دانشگاهی که بخشی از دوره دانشجویی‌اش را در آنجا و در انجمن اسلامی‌آن سپری کرده بود.

## مجلس ششم
جبهه مشارکت از جمله گروه‌های دوم خردادی بود که در جریان برگزاری دادگاه عبدالله نوری عنوان کرد از نامزدی وی در انتخابات مجلس شورای اسلامی حمایت می‌کند اما بعدها با توجه به اعلام حکم محکومیت عبدالله نوری تصمیم گرفت از علی‌رضا نوری حمایت کند.
هرچند عبدالله نوری که به دلیل اتهامات مطبوعاتی دارای پرونده قضایی بود، امکان حضور در مجلس ششم را نیافت، ولی برادرش علیرضا نوری با رای بالا، در کنار دیگر چهره‌های سیاسی جبهه مشارکت ایران اسلامی، کارگزاران سازندگی و سازمان مجاهدین انقلاب اسلامی توانست نفر سوم تهران پس از محمدرضا خاتمی و جمیله کدیور شود.
او ریاست کمیسیون بهداشت مجلس ششم را بر عهده داشت.

## تصادف و کشته شدن
علیرضا نوری و مسعود هاشمی زهی، دیگر نمایندهٔ اصلاح‌طلب مجلس ششم، در یک سانحه رانندگی در جاده چالوس کشته شدند. مهدی کروبی، رئیس مجلس ششم، دربارهٔ کشته شدن علیرضا نوری و مسعود هاشمزهی گفت: «نمی‌دانم چه تقدیری است که نمایندگان مجلس ششم تا این حد در سوگ همکاران خود می‌نشینند».
نوری در صحن امامزاده علی‌اکبر (چیذر) دفن شد. پس از کشته شدن علیرضا نوری عبدالله نوری از زندان آزاد شد.